# Forces unies de libération
Les Forces unies de libération (turc : Birleşik Özgürlük Güçleri, BÖG) sont une alliance d'organisations turques, inspirées par les Brigades internationales de la guerre d'Espagne. Elles sont fondées en décembre 2014 à Kobané, dans la région de facto autonome du Rojava en Syrie.

## Membres

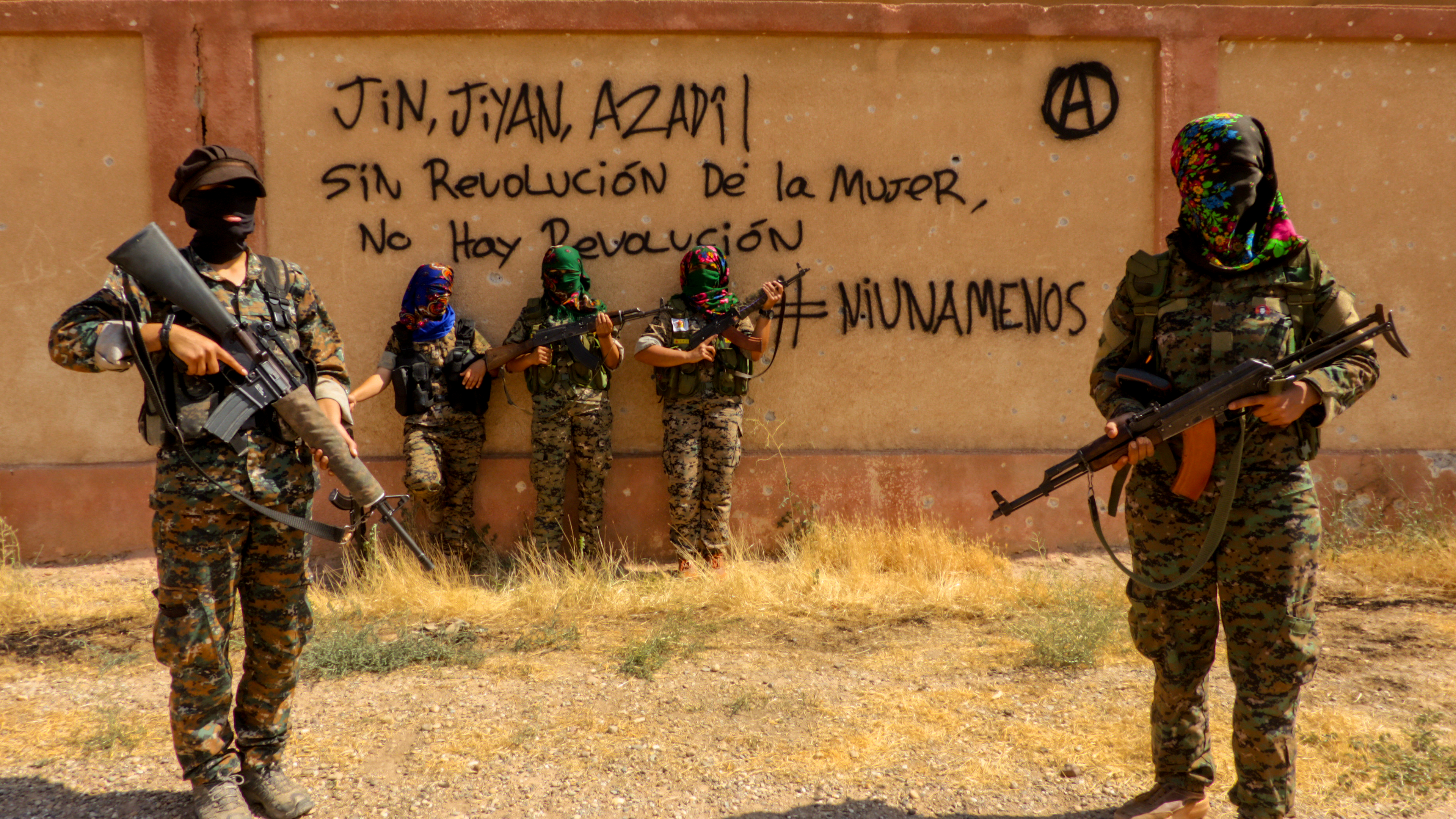
Des combattantes des Forces unies de libération, avec le slogan « Ni una menos », le 29 juin 2017, au nord de Raqqa.

Les principaux membres sont : les Forces de libération des femmes, l'Insurrection sociale, le Parti communard révolutionnaire, et l'Union de propagande marxiste-léniniste armée,.

### Forces de libération des femmes
Les Forces de libération des femmes (turc : Kadın Özgürlük Gücü) est un groupe armé.

### Insurrection sociale
L'Insurrection sociale (turc : Sosyal İsyan, abrégé Sİ) est un groupe éco-anarchiste et plateformiste, fondé en 2013 à Tuzluçayır, inspiré par Alfredo M. Bonanno, Nestor Makhno et Pierre-Joseph Proudhon.

### Parti communard révolutionnaire
Le Parti communard révolutionnaire (turc : Devrimci Komünarlar Partisi, abrégé DKP) est un groupe socialiste révolutionnaire. Le groupe fait partie du Mouvement révolutionnaire uni des peuples, alliance du PKK avec 9 autres organisations.

### Union de propagande marxiste-léniniste armée
L'Union de propagande marxiste-léniniste armée (turc : Marksist Leninist Silahlı Propaganda Birliği-Devrim Cephesi, abrégé MLSPB-DC) est un groupe armé communiste. Un bataillon a été créé par le Devrimci Karargâh (organisation communiste turque) et le MLSPB-DC, nommé d'après Alper Çakas, un combattant du MLSPB-DC tué au Rojava Il fait également partie du Mouvement révolutionnaire uni des peuples.

## Sous-unités
Les Forces unies de libération comprennent des sous-unités :
- Aziz GÜLER Özgürlük Gücü Milis Örgütü
- Kader Ortakaya Timi
- Kızılbaş Timi
- Mahir Arpaçay Devrimci Savaş Okulu
- Necdet Adalı Müfrezesi
- Proleteryanın Devrimci Kurtuluş Örgütü
- Spartaküs Timi
- Şehit Bedreddin Taburu
- Türkiye Devrim Partis